# Chauve-souris des Hauts
Scotophilus borbonicus
Genre
Espèce
Statut de conservation UICN

 EX  : Éteint
La Chauve Souris des Hauts (Scotophilus borbonicus) est une espèce de chauves-souris de la famille des Vespertilionidae. Cette espèce, endémique de La Réunion, est aujourd'hui considérée par l'UICN comme disparue. L'espèce a été décrite pour la première fois en 1803 par le naturaliste français Étienne Geoffroy Saint-Hilaire à partir de deux spécimens, aujourd'hui conservés au Muséum national d'histoire naturelle et aux Pays-Bas. La dernière observation connue à la Réunion date de 1902 à Cilaos. Son apparence et son comportement sont par conséquent mal connues.
Un spécimen de chauve-souris attribué à cette espèce a été capturé en 1868 dans le Sud de Madagascar à Sarodrano près de Tuléar, soulevant ainsi l'hypothèse d'une répartition plus large de l'espèce. Cependant, pour Goodman l'identité du spécimen de Madagascar reste difficile à déterminer en raison de la difficulté à établir des comparaisons avec ceux de la Réunion.

## Remise en cause de l'extinction de l'espèce
En 1996, l'UICN classe l'espèce de la catégorie en danger critique d'extinction à éteinte en raison de l'ancienneté de son observation et de la destruction de son milieu naturel. Cependant, entre 2009 et 2017 les chercheurs ont enregistré à plusieurs reprises à La Réunion les sons émis par deux espèces de microchiroptères inconnues. Ainsi, le parc national de La Réunion et le Groupe Chiroptères Océan Indien utilise un détecteur d’ultrasons pour distinguer les différentes espèces. Cet appareil permet de reconnaitre les petits mammifères volants grâce aux sons très aigus qu’ils émettent et qui sont généralement inaudibles pour l’oreille humaine. Des études sont en cours pour les identifier, une hypothèse retenue étant que les cris inconnues pourraient appartenir à Scotophilus borbonicus.